# FM O Tempo
FM O Tempo foi uma emissora de rádio brasileira sediada em Contagem, porém concessionada em Belo Horizonte, respectivamente cidade e capital do estado de Minas Gerais. Operava no dial FM, na frequência 91,7 MHz, e era controlada pela Sempre Editora, que mantêm dois jornais na região, incluindo O Tempo (que inspirou a marca usada desde 2023) e o Super Notícia (que lançou o projeto de rádio do grupo em 2017), cuja concessão é de propriedade dos irmãos Marcelo Carlos da Silva e Ronaldo Carlos da Silva, que também administram a Liberdade FM. A redação e o estúdio da emissora eram localizados em Contagem. A rádio encerrou suas operações em 30 de janeiro de 2025 com a licença sendo devolvida a Rede Planeta de Comunicação.

## História

### Geraes FM (até 2006)
A Geraes FM nasceu como uma emissora voltada principalmente para o rock dos anos 1960 e 1970. Após algum tempo de funcionamento, sempre na frequência dos 91,7 MHz, perceberam que seus fiéis e assíduos ouvintes queriam e precisavam de inovações, então a rádio abriu um grande espaço para outros estilos, principalmente para o campo do eletrônico, ambiente e jazz.
Programas como o Carga Eletrônica mesmo durando pouco tempo e acontecendo só aos sábados, mobilizava várias pessoas ligadas a um estilo musical que está hoje conquistando um enorme espaço e se tornando cada vez mais importante e também sendo uma das melhores opções para as noitadas.
Sempre com uma programação organizada, pontual, e o que é mais importante, limpa, a rádio Geraes FM não transmitia intervalos comerciais em demasia, o que a tornava uma rádio de mais qualidade, sempre se destacando entre as demais emissoras da cidade. No lugar dos comerciais, na rádio Geraes FM, ouviam-se informações pontuais e atualizadas sobre o tempo, trânsito, principais destaques dos jornais, dicas de baladas e também informações detalhadas sobre os artistas e álbum dos quais acabaram de tocar, mantendo o ouvinte sempre informado sobre os lançamentos e sobre a discografia destes artistas.

### Mix FM e Fã FM (2006-2017)
Após a extinção da Geraes FM, a emissora foi substituída pela Mix FM em janeiro de 2006. Em março de 2007, a emissora foi comprada pelos empresários Marcelo Carlos da Silva e Ronaldo Carlos da Silva, que não alteraram a estrutura da emissora. Durante o período em que permaneceu como afiliada da Mix FM, a emissora possuía diversas entradas locais e programação diferenciada da rede. Isso foi alterado em 2011, quando passou a assumir a grade nacional.
A afiliação durou até fevereiro de 2012, quando optou por não renovar o contrato. A estação continuou com programação jovem até agosto de 2012, quando assumiu uma grade musical popular. Após dois meses de programação experimental, a Fã FM foi inaugurada oficialmente em 8 de outubro de 2012. Em maio de 2013, a emissora começou uma intensa divulgação em Belo Horizonte. Neste período, a rádio estava na nona posição entre as rádios mais ouvidas da capital, mantendo esta colocação nos anos seguintes.

### Super Notícia, Rádio Super e FM O Tempo (2017-2025)

Logotipo da Super Notícia FM, criado em 2017 e usado também durante todo o período onde foi chamada de Rádio Super (de 2018 a 2023)

Em março de 2017, a Sempre Editora anunciou a criação da Super Notícia FM, estação de rádio que iria substituir a Fã FM no dial da Grande Belo Horizonte. O jornalista Anderson Cheni, do Comunique-se, divulgou que o segmento popular iria ser mantido em parte da grade, sendo que o jornalismo e esporte seriam os carros chefes da emissora, de propriedade do prefeito de Betim, Vittorio Medioli. Rogério Maurício foi o coordenador geral do projeto, tendo em sua equipe o jornalista Rodrigo Freitas, a produtora Sandra Pedrosa e o comunicador Paulo Roberto. Na coordenação técnica, Carlos Penido, um dos principais nomes da área no Brasil, foi contratado e também atuou na criação da emissora.
A Super Notícia FM iniciou sua divulgação em abril de 2017, quando passou a veicular anúncios nos jornais e chamadas na programação da Fã FM. Posteriormente, foi divulgado que sua estreia deveria acontecer em 1 de maio, passando para a primeira quinzena de junho. Em 7 de junho de 2017, a emissora entrou no lugar da Fã FM, com programação de expectativa para a estreia da nova estação. Em 12 de junho de 2017, às 7h, ocorreu a estreia da Super Notícia FM, com a transmissão do Super N: Primeiras Notícias. As transmissões esportivas da emissora começaram em 7 de setembro de 2017 na primeira partida da final da Copa do Brasil entre Flamengo x Cruzeiro. Em 2 de abril de 2018, a Super Notícia FM estreia novo formato artístico, passando a ter formato adulto-contemporâneo. Com isso, a emissora adota novo slogan e passa a se chamar Rádio Super.
Em maio de 2023, foi anunciado que a Rádio Super daria lugar à FM O Tempo, emissora com projeto artístico inspirado no jornal O Tempo, também mantido pela Sempre Editora. O lançamento aconteceu no dia 8 de maio de 2023 e sua programação conta com 16 horas ao vivo de jornalismo, entretenimento e esportes, mantendo boa parte da grade do projeto anterior e originando novos programas moldados com a marca O Tempo, além de encerrar um conflito de nomes com a Rádio Super da Igreja Batista da Lagoinha.

## Programas e comunicadores
Atualmente, a emissora veicula os seguintes programas:
- Madrugada O Tempo
- 5 às 7
- O Tempo News
- O Tempo News 2ª Edição
- Timeline
- Barba, Cabelo e Bigode
- F5
- Direto da Redação
- O Tempo Sports
- Interessa
- Jornada O Tempo
- Clássicos de O Tempo
- Domingo Especial

### Equipe esportiva
Narradores
- Emerson Rodrigues
- Pedro Abílio
- Léo Campos
- Rafael Leal

Comentaristas
- Lélio Gustavo
- Fred Jota
- Cadu Coné
- Daniel Seabra

Repórteres
- Giovana Pires
- Edivaldo Miranda
- Rosane Meireles

Plantão e apresentação
- Dimara Oliveira
- Bruno Voloch

## Prêmios
Prêmio Vladimir Herzog
Menção Honrosa do Prêmio Vladimir Herzog por Áudio
| Ano  | Autor                                     | Veículo de mídia                         | Obta                   | Resultado |
| ---- | ----------------------------------------- | ---------------------------------------- | ---------------------- | --------- |
| 2018 | Queila Ariadne e equipe Ana Paula Pedrosa | Rádio Super Notícia FM Belo Horizonte/MG | "Correntes Invisíveis" | Venceu    |

## Controvérsia
Segundo o balanço do Radar Aos Fatos de 26 de fevereiro de 2021, a rádio Super e outros veículos de comunicação ajudaram a impulsionar desinformação sobre a pandemia de Covid-19 ao publicar entrevistas com médicos no YouTube defendendo drogas sem eficiência comprovada ou com críticas ao uso de máscaras.